# 戈爾鎮區 (密歇根州)
戈爾鎮區（英語：Gore Township）是位於美國密歇根州休倫縣的一個行政鎮區。

## 地方資料
戈爾鎮區的面積為17.70平方千米，當中陸地面積為17.50平方千米，而水域面積為0.20平方千米。根據2020年美國人口普查的數據，當地共有人口152人，而人口密度為每平方千米8.59人。